# Кими-Аливери
Кими-Аливери (грч. Κύμη-Αλιβέρι) је општина у Грчкој. По подацима из 2011. године број становника у општини је био 28.437.

## Становништво
| 2011.  |
| ------ |
| 28,437 |